# ALAI
ALAI Agencia Latinoamericana de Información és una agència de notícies amb seu a l'Equador dedicada a la difusió d'informació, defensa del dret a la comunicació i recerca i capacitació d'organitzacions socials en els processos de comunicació. En el seu contingut destaca la perspectiva dels moviments socials i ciutadans i l'anàlisi dels processos polítics i socials. L'agència compta amb la col·laboració de rellevants analistes i pensadors en aquest terreny a més d'organitzacions i líders socials. Es declara compromesa amb els drets humans, la igualtat de gènere i la participació ciutadana en el desenvolupament i tasques públiques d'Amèrica Llatina. Distribueix la informació a través de la seva web i llista de difusió alai-amlatina. Edita en paper la revista mensual America Latina en Movimiento a més de llibres monogràfics.
ALAI té estatus consultiu especial al Consell Econòmic i Social de l'ONU (ECOSOC), és membre del Consell Internacional del Fòrum Social Mundial i forma part del Consell d'Administració de CIESPAL (Centro Internacional de Estudios Superiores de Comunicación para América Latina). La seva Directora Executiva és Sally Burch i el Director d'Informació i Coordinador és Osvaldo León.

## Història

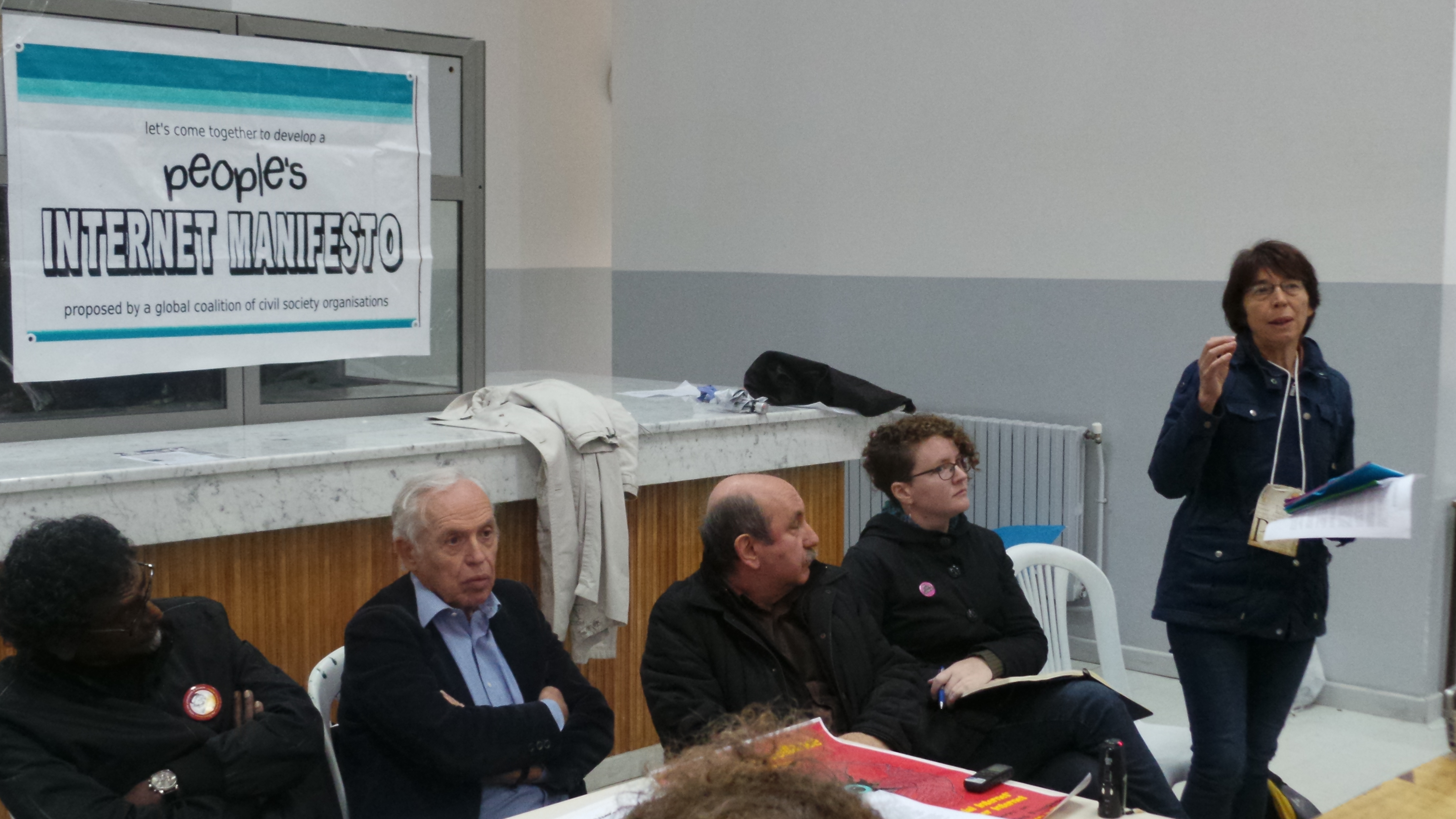
Intervenció de Sally Burch Directora Executiva d'ALAI en la reunió preparatòria del Fòrum Social d'Internet - Fòrum Social Mundial 2015 Tunísia.

Es crea en 1977 a Mont-real (Canadà) a iniciativa de periodistes llatinoamericans per trencar el bloqueig informatiu sobre la regió en l'època de les dictadures militars. Posteriorment en contacte amb diversos projectes de comunicació a Amèrica Llatina es redefineix el paper d' ALAI iniciant el treball d'acompanyament d'organitzacions socials en processos de comunicació popular. En 1983 s'obre oficina a l'Equador on posteriorment s'estableix la seu.
ALAI és una agència d'informació pionera a principis dels 90 en l'ús de les noves tecnologies per a la distribució d'informació i per facilitar la comunicació entre les organitzacions. També en l'ús estratègic d'internet per avançar en el dret ciutadà a la comunicació i en la democratització de la informació i la comunicació. El 1991 l'agència és cofundadora de Ecuanex, el primer node que va donar servei a l'Equador de correu electrònic, vinculat a la xarxa internacional Asociación para el Progreso de las Comunicaciones (APC) i crea la llista de distribució d'informació a través de correu electrònic alai-amlatina.
En 1995 ALAI forma part de la iniciativa de comunicació organitzada per l'Asociación para el Progreso de las Comunicaciones per a la IV Conferència Mundial sobre la Dona de l'ONU a Beijing a través de Sally Burch, en aquells moments coordinadora del Programa APC Dones. En les conclusions d'aquesta conferència per primera vegada un document de l'ONU esmentarà la importància de les noves tecnologies per a l'apoderament de la ciutadania i de manera especial per a les dones.
La trajectòria d'ALAI en temes de diversitat i pluralitat, especialment en moviments indígenes fa que l'agència s'impliqui especialment en el Fòrum de les Amériques per a la Diversitat i la Pluralitat celebrat en 2001, esdeveniment preparatori de la societat civil per a la reunió de la Confederació Mundial contra el Racisme celebrada a Sud-àfrica. L'agència ha realitzat nombroses recerques i formacions en aquest terreny, publicades en format de llibre i articles.

## Dret a la comunicació
ALAI forma part del moviment que des de la societat civil reivindica que la societat de la informació ha de tenir com a centre a l'ésser humà i els drets humans, una posició que es planteja ja en el Fòrum Social Mundial de Porto Alegre en 2002 on es llança la campanya Pel Dret a la Comunicació en la Societat de la Informació (CRIS, per les seves sigles en anglès) per mobilitzar a la societat civil entorn de la Cimera Mundial de la Societat de la Informació que es va celebrar en dues fases: Suïssa (2003) i Tunísia (2005).
En el 2015 ALAI forma part del grup impulsor del Fòrum Social d'Internet, una iniciativa presentada el gener de 2015 per diverses organitzacions de la societat civil que, entre altres temes, planteja la necessitat que la internet es desenvolupi en pro de l'interès públic i fonamentada en els valors de la democràcia, els drets humans i la justícia social, amb arquitectura descentralitzada i basada en els drets de les persones a l'accés, dades, informació, coneixements i altres béns comuns que internet ha permès que la comunitat mundial generi i comparteixi.